# Cseh Katalin (politikus)
Cseh Katalin (Montréal, Kanada, 1988. június 29. –) magyar orvos, egészségügyi közgazdász, politikus, a Momentum Mozgalom alapító tagja. Korábban két évig szülész-nőgyógyász rezidens orvos volt, 2017 augusztusa és 2018 májusa között a Momentum Mozgalom elnökségi tagja, majd pártja listavezetője a 2019-es európai parlamenti választáson (2024. június 9-én kiesett az európai parlamenti választásokon).
A Liberálisok és Demokraták Szövetsége Európáért Párt (ALDE Párt), amelynek a Momentum Mozgalom is tagja, 2019. március 21-i kampánynyitó rendezvényén Cseh Katalint is megnevezte, mint a hét legjelentősebb jelöltjük („Team Europe”) egyikét, így a magyar politikus az európai liberális erők egyik kampányarca lett a 2019-es európai parlamenti választásokon.

## Tanulmányai
2007-ben érettségizett a budapesti Toldy Ferenc Gimnáziumban. Ezt követően 2014-ben végzett orvosként a Semmelweis Egyetemen, majd 2015-ben egészségügyi közgazdász diplomát szerzett a Rotterdami Erasmus Egyetemen. 2015 szeptembere és 2017 szeptembere között rezidens orvosként dolgozott a SOTE 1. sz. Szülészeti és Nőgyógyászati Klinikáján. 2018 óta az Eötvös Loránd Tudományegyetem Master of Business Administration (MBA) üzleti képzésének hallgatója.
2012 júniusa és 2016 szeptembere között a Liberális Fiatalok Egyesületének (LiFE) nemzetközi kapcsolattartója volt, melynek keretein belül az ő feladatai közé tartozott a külföldi partnerszervezetekkel való kapcsolattartás és kapcsolatfelvétel, továbbá a nemzetközi csereprogramok és képzések szervezése. 2013 júniusa és 2014 szeptembere között az International Federation of Liberal Youth (Ilfry) fehérorosz programjának trénereként workshopokat és képzéseket szervezett belarusz és ukrán aktivisták számára.

## Politikai karrierje
2015 óta tagja, egyben alapítója a Momentum Mozgalom elődjének számító Momentum Mozgalom Egyesületnek, majd 2017-es párttá alakulását követően annak nemzetközi kapcsolattartója, valamint az egészségügyi munkacsoportjának vezetője volt. 2017. augusztus 19-én Dukán András Ferenccel együtt a párt öttagú elnökségének tagjai közé választották, Fekete-Győr András elnök, valamint Orosz Anna alelnök és Soproni Tamás elnökségi tag mellé. 2018 januárjában pártjával fotókiállítást rendeztek a magyar egészségügy állapotával kapcsolatban „Üdv a valóságban, Balog Úr!” címmel az Emberi Erőforrások Minisztériuma előtt, mellyel Balog Zoltán emberierőforrás-miniszter azon kijelentése ellen is tiltakoztak, amely szerint a magyar egészségügy állapotáról szóló híradások csupán álhírek volnának. Az esemény megnyitóbeszédét Cseh mondta, aki szerint: „a rendszer mind a beteg, mind az egészségügyi dolgozók számára embertelen”.
A 2018-as magyarországi országgyűlési választásokon a pártja országos listájának 5. helyén szerepelt, valamint a budapesti 6. sz. országgyűlési egyéni választókerület (Ferencváros–Józsefváros) képviselőjelöltjeként is indult a választásokon. Egyéni választókerületben 1190 szavazattal 2,56 százalékos eredménnyel a 6. lett, így nem jutott egyéni képviselői mandátumhoz. A 2018-as április választások után a teljes elnökséggel együtt ő maga is lemondott, betartva ezzel azon ígéretüket, hogy ha nem juttatják be a pártot a parlamentbe, lemondanak tisztségükről.
A 2019-es európai parlamenti választáson a Momentum listájának 1. helyéről szerzett mandátumot.
2024 június 9-én kiesett az európai parlamenti választásokon (és vele együtt a Momentum is kiesett az Európai Parlamentből).
A Momentum a 2024-ben megtartott európai parlamenti és önkormányzati választásokon elszenvedett veresége után tervezte ugyan, hogy a Momentum 2024. július 8-i tisztújításán újraindul, de végül nem lett tagja az országos elnökségnek.

## Magánélete
2021. augusztus 19-én kötött házasságot Berg Dániellel, a Momentum II. kerületi alpolgármesterével.

## Kapcsolódó lapok
- Újítsuk meg Európát